# (73864) 1996 YS2
(73864) 1996 YS2 – planetoida z pasa głównego asteroid okrążająca Słońce w ciągu 3,48 lat w średniej odległości 2,3 j.a. Odkryta 29 grudnia 1996 roku.